# 미르너
미르너(아일랜드어: Muirne) 또는 미런 문캄(아일랜드어: Muireann Muncháem→아름다운 목)는 아일랜드 신화의 피니언 대계에 등장하는 인물로, 주인공격인 영웅 핀 막 쿠월의 어머니다.
많은 남자들이 미르너에게 구혼했으나, 미르너의 아버지 드루이드 타드그 막 누어다트는 미르너의 결혼이 알무 언덕의 자기 땅을 잃게 되는 결과를 낳는다는 것을 예지하고 모든 혼담을 거절했다. 그러자 구혼자 중 한 명인 피어너 두령 쿠월 막 트렌모르가 미르너를 납치해 갔다. 타드그는 아르드리 콘 케드커하크에게 탄원했고 콘은 쿠월의 토벌령을 내렸다.
쿠월은 크누허 전투에서 죽었으나 미르너는 이미 쿠월의 아이를 임신했다. 이에 타드그는 딸을 태워 죽이려고 했다. 그러나 콘 왕이 그것을 막고 피어컬 막 콘킨과 보그말 부부에게 보냈다. 보그말은 여드루이드였으며 쿠월의 누이였다. 시누이 부부의 보호 아래 미르너는 더이니라는 아들을 낳았고, 이 아이가 곧 핀 막 쿠월이다.
미르너는 아들을 보그말과 리어흐 루어크라에게 맡겨 기르게 했고, 자신은 글레오르 람데르그라는 소왕에게 시집갔다. 그 뒤 미르너는 핀을 6년이 지난 뒤 딱 한 번 더 보았다고 한다.

## 참고 자료
- T. P. Cross & C. H. Slover (eds) (1936), Ancient Irish Tales
- James MacKillop (1998). Dictionary of Celtic Mythology. London: Oxford. ISBN 0-19-860967-1.